# Pepe Novoa
José Manuel Novoa (Rosario, Santa Fe; 30 de septiembre de 1937) conocido como Pepe Novoa es un primer actor argentino de cine, teatro y televisión. Es padre de la actriz Laura Novoa.

## Origen
Nació en Rosario el 28 de septiembre de 1937 pero sus padres, Dosinda Fernández y Francisco “Paco” Novoa, lo anotaron el 30 del mismo mes, así que esa fecha es la que quedó en su documento. Sus progenitores eran originarios de Ourense (Galicia), su madre era peluquera y su padre trabajó primero como estibador y después en un molino yerbatero; por lo que como muchos argentinos, posee ascendencia gallega.
Sobre sus progenitores, tendrá manifestado que:

"Mis papás eran dos gallegos que llegaron a la Argentina en busca de una vida mejor. Mi mamá tenía una peluquería en la que abundaban las revistas del corazón. Las ví y me quedé con eso, manifesté que quería ser actor y me enviaron a clases de teatro. Era travieso, pero no tenía maldad".

## Trabajos

### Televisión[3]
- 1967: Burbuja (serie), como José Herrero.
- 1967: Extraños caminos del amor (serie), como Carlos Guerra.
- 1968: Hay que matar a Drácula, como Jonathan Harker.
- 1977: Dulce Anastasia.
- 1979: Novia de vacaciones (serie).
- 1979: Mañana puedo morir.
- 1979: El otro.
- 1980: Mancinelli y familia
- 1982-1988: Matrimonios y algo más
- 1984: Historia de un trepador (serie), como Jorge.
- 1987: Estrellita mía (serie), como Álvaro.
- 1987: Hombres de ley (serie)
- 1991: Los Libonatti (serie), como Pepe.
- 1993: Mi cuñado (serie)
- 1994: El día que me quieras (serie), como Pepe.
- 1994: El amor tiene cara de mujer (serie), como Mariano.
- 1997: Naranja y media (serie).
- 2000: Primicias (serie), como Ignacio Amore.
- 2000: Luna salvaje, como Gerardo Flores.
- 2002: Infieles (miniserie).
- 2003: Resistiré, como el Cholo Sosa.
- 2005: Amor en custodia, como Santiago Achával Urien.
- 2007: Mujeres asesinas, (Ep: Milagros, pastora)
- 2007. Los cuentos de Fontanarrosa (miniserie), como Tatalo.
- 2011: El puntero, (4 episodios: 1.11 a 1.15), como Gerardo.
- 2011: Decisiones de vida, episodio «Sí, ¿y qué?».
- 2014: Camino al amor, Montesino
- 2016: Todos comen, como Carlos.
- 2017: Juventud acumulada, Invitado
- 2023: El encargado

### Cine[4]
- 1974: Los golpes bajos.
- 1985: Sin querer, queriendo.
- 1989: El ausente.
- 1991: Delito de corrupción.
- 1995: De mi barrio con amor.
- 1996: Eva Perón, la verdadera historia, como el general Franklin Lucero.
- 1997: La furia, como Del Vecchio.
- 1999: La venganza, como Renato.
- 1999: Yepeto, como Colega Uno.
- 2001: Dame más.
- 2001: El lado oscuro del corazón 2, como Paco.
- 2005: Como mariposas en la luz, como Enrique.
  - Com papallones sota la llum (en catalán).
- 2006: Olga, Victoria Olga.
- 2006: Visitante de invierno, como el Dr. Silva.
- 2009: Cuestión de principios, como Reiner.
- 2023: Empieza el baile, como Roberto.

## Teatro
- ¡Felices fiestas, león!
- Maratón.
- Relojero.
- La fiaca.
- El acompañamiento.
- El Nuevo Mundo.
- Un enemigo del pueblo.
- El enfermo imaginario, hipocondríaco como siempre.
- Don Chicho.
- Viejos tiempos.
- El pibe de oro.
- Vecinos y parientes.
- Macbeth
- Yvonne, princesa de Borgoña.
- Casa Valentina. (2016).
- Aeroplanos. (2016-2017).
- Gente feliz. (2019-presente).

## Premios
- Premio Podestá por los 50 años de afiliación a la Asociación Argentina de Actores.[5]